# Јанићеви дућани у Остружници
Јанићеви дућани у Остружници као зграда, подигнута је у првој половини 19. века за кафану. Представља непокретно културно добро као споменик културе.
Зграда се састојала од осам просторија, две кафанске сале у предњем делу зграде и кухиње са оставама у задњем делу. Источно крило, одвојено ходником, који пролази целом ширином зграде, садржи две собе за становање власника. Са јужне главне фасаде налази се аркадни трем који се протеже целом дужином грађевине. Зграда почетком 20. века добија нову трговачку намену и том приликом трпи мање адаптације. 
Као објекат јавне намене и изузетног архитектонског и ликовног обликовања, зграда Јанићеви дућани је аутентични представник типа тзв. новије моравске куће.

## Галерија слика
- Поглед на објекат из правца Цркве
- Предња страна објекта
- Употреба објекта
- Брачни пар Коста и Софија Јанић, богати Остружничани, власници кафане и дућана и ктитори звоника